# Gare de Vielmur-sur-Agout
Gare de Vielmur-sur-Agout vasútállomás Franciaországban, Vielmur-sur-Agout településen.

## Vasútvonalak
Az állomást az alábbi vasútvonalak érintik:
- Montauban-Ville-Bourbon-La Crémade-vasútvonal

## Kapcsolódó állomások
A vasútállomáshoz az alábbi állomások vannak a legközelebb:
- Gare de Damiatte - Saint-Paul
- Gare de Castres